# Длинная рука закона 2
«Дли́нная рука́ зако́на 2» (англ. Long Arm of the Law - Saga II, иер. трад. 省港旗兵續集, упр. 省港旗兵续集, кант.-рус.: Сан Кон кхэй пин чук чап) — гонконгский криминальный боевик 1987 года, снятый Майклом Маком по сценарию Филипа Чаня. Вторая часть серии фильмов «Длинная рука закона».
Сюжет рассказывает о том, как трое осуждённых полицейских из материкового Китая (Элвис Чхёй, Бен Лам и Юнь Ятчхо) становятся агентами гонконгской полиции под прикрытием и в сотрудничестве с другим агентом (Алекс Мань) внедряются в местные банды.
Бен Лам получил награду 7-й Гонконгской кинопремии в категории «Лучший актёрский дебют».

## Сюжет
Столкнувшись со все более серьёзными преступлениями, совершаемыми бандами Гонконга и Южного Китая, правительство Гонконга не знает, что делать. Очень сложно проникнуть в преступные круги местным, поэтому суперинтендант Чхин предлагает использовать осуждённых в Гонконге жителей материка в качестве агентов под прикрытием для проникновения и ликвидации преступных группировок материкового Китая в Гонконге.
Лэй Хёнтун, Чхик Кинсан и Куок Хоккуань — бывшие полицейские из КНР, арестованные при попытке пересечения границы по политическим и идеологическим мотивам. Полицейские силы Гонконга находят их в тюрьме и предлагают сделку — на протяжении двух лет работать в качестве агентов под прикрытием в обмен на освобождение и разрешение на временное проживание в Гонконге. Трое осуждённых, не желающих депортации в Гуанчжоу, начинают работать на полицию Гонконга.
Под кураторством суперинтенданта Чхина они начинают внедряться совместно с местным полицейским под прикрытием по кличке Здоровяк в преступные круги Гонконга. Четверо действуют умело и безжалостно, завоёвывают доверие местных авторитетов и проникают в преступную группу. Кинсан встречает своего старого друга Фу, ставшим членом этой группы, и разрывается между выполнением своих обязанностей и дружбой. Девушка Хоккуаня Диана обманывает его, предлагая им улететь из Гонконга, а на деле сдавая его иммиграционной службе, но тот выхватывает пистолет полицейского и стреляет в человека, после чего сбегает от полиции. Инцидент попадает в прессу. Полиция не хочет брать на себя ответственность за погром в аэропорту. Учитывая это и предыдущие кровавые дела своих агентов, суперинтендант Чхин приходит к выводу, что после ликвидации преступников Хёнтун, Кинсан и Хоккуань станут неудобными для гонконгской полиции людьми.

## В ролях
| Актёр       | Роль                |
| ----------- | ------------------- |
| Алекс Мань  | Здоровяк            |
| Полин Вон   | Диана               |
| Элвис Чхёй  | Лэй Хёнтун          |
| Бен Лам     | Чхик Кинсан         |
| Юнь Ятчхо   | Куок Хоккуань       |
| Стивен Чань | Волк                |
| Кон Лун     | Фу                  |
| Лэй Инкит   | Лэй Минпау          |
| Ын Хойтхим  | суперинтендант Чхин |
| Ип Сань     | девушка Кинсана     |
| Кирк Вон    | Чхёнхин             |
| Вон Чикён   | Чён Чау             |
| Син Фуйонь  | Кон                 |
| Хонь Инсан  | Негр Тхон           |

## Кассовые сборы
Кинопремьера в прокате Гонконга состоялась 5 ноября 1987 года, и за 14 дней фильм собрал 12 027 965 гонконгских долларов. На Тайване, где картина вышла 29 августа 1987 года, по завершении проката, длившегося по 10 сентября, общая сумма сборов составила 5 220 035 тайваньских долларов.

## Награды
| Кинопремия                 | Категория                | Лауреат / претендент | Результат | Источник |
| -------------------------- | ------------------------ | -------------------- | --------- | -------- |
| 7-я Гонконгская кинопремия | «Лучший актёрский дебют» | Бен Лам              | Победа    | [ 3 ]    |